# Andrés Lioi
Andrés Lioi  (Rosario, Argentina, 7 de marzo de 1997) es un futbolista argentino que juega de mediocampista en Colegiales de la Primera Nacional de Argentina.

## Biografía
Hizo inferiores en Rosario Central, hasta el año 2017 en el que firma contrato en ese mismo club para ser oficialmente jugador profesional. Su debut oficial como deportista absoluto, tuvo lugar el día 24 de enero de 2018 entrando como suplente cuando su club empató 1 a 1 contra Independiente de Avellaneda.
A pesar de haber debutado oficialmente en 2018, en el año 2017 fue parte del plantel de reserva de Rosario Central que levantó la Copa Santa Fe 2017.
En febrero de 2018, Lioi fue figura de su equipo marcando un "hat-trick" en el partido en el que Rosario Central humilló a Olimpo de Bahía Blanca ganándole 5 a 0.
En 2018, conforma parte del plantel campeón de la Copa Argentina ahora ya jugando con la primera de Rosario Central.

## Estadísticas
Actualizado al 06 de diciembre de 2018.
| Club                      | Div.  | Temporada | Liga  | Liga  | Copas Nacionales | Copas Nacionales | Copas Internacionales | Copas Internacionales | Otros | Otros | Total | Total |
| Club                      | Div.  | Temporada | Part. | Goles | Part.            | Goles            | Part.                 | Goles                 | Part. | Goles | Part. | Goles |
| ------------------------- | ----- | --------- | ----- | ----- | ---------------- | ---------------- | --------------------- | --------------------- | ----- | ----- | ----- | ----- |
| Rosario Central Argentina | 1.ª   | 2017-18   | 10    | 3     | -                | -                | 0                     | 0                     | 5     | 0     | 15    | 3     |
| Rosario Central Argentina | 1.ª   | 2018-19   | 11    | 0     | 6                | 0                | -                     | -                     | 0     | 0     | 17    | 0     |
| Rosario Central Argentina | Total | Total     | 21    | 3     | 6                | 0                | 0                     | 0                     | 5     | 0     | 32    | 3     |

## Palmarés
| Competición    | Club            | País      | Año  |
| -------------- | --------------- | --------- | ---- |
| Copa Santa Fe  | Rosario Central | Argentina | 2017 |
| Copa Argentina | Rosario Central | Mendoza   | 2018 |